# Iveri Džikurauli
Iveri Džikurauli (gruzínsky ივერი ჯიქურაული), (* 22. březen 1976 Dušeti, Sovětský svaz) je bývalý reprezentant Gruzie v judu.

## Sportovní kariéra
Patřil v první plně gruzínských zápasníků judo, kteří nemuseli řešit nominační politiku bývalého Sovětského svazu. Jeho styl boje byl dán tradičním gruzínským zápasem, který je judu velmi podobný. Často doplácel za prohřešky proti pravidlům (penalizace = šido). V 18 letech získal svojí první velkou seniorskou medaili, ale v olympijském roce 1996 účast na olympijských hrách v Atlantě nepotvrdil. Měl problém držet váhu pod 86 kg a nakonec místo něho trenéři nominovali stejně starého Cmidašviliho. Od roku 1997 přešel nastálo do váhy polotěžké.
V polotěžké váze se první roky hledal, ale účast na olympijských hrách v Sydney se ujít nenechal. Po výhrách na ippon v prvním a druhém kole narazil ve čtvrtfinále na Kanaďana Gilla. Kanaďan měl více štěstí a vyhrál minimálním rozdílem na koku. V opravách nakonec nestačil na Rusa Sťopkina a obsadil konečné 7. místo.
V roce 2004 se pokusil sedmé místo vylepšit na olympijských hrách v Athénách. Prožil však velké déjà vu. Po výhrách na ippon v prvním a druhém kole, prohrál ve čtvrtfinále minimálním bodovým rozdílem s Bělorusem Makarovem. V opravách nestačil na Kazacha Žitkejeva.
Sportovní kariéru ukončil po roce 2005.

## Výsledky
| Turnaj                             | 1994 | 1995 | 1996 | 1997 | 1998 | 1999 | 2000 | 2001 | 2002 | 2003 | 2004 | 2005 |
| ---------------------------------- | ---- | ---- | ---- | ---- | ---- | ---- | ---- | ---- | ---- | ---- | ---- | ---- |
| Olympijské hry                     | -    | -    | dns  | -    | -    | -    | 7.   | -    | -    | -    | úč.  | -    |
| Mistrovství světa                  | -    | úč.  | -    | úč.  | -    | úč.  | -    | 5.   | -    | 7.   | -    | dns  |
| Mistrovství Evropy bez rozdílu vah | 3.   | 2.   | dns  | 5.   | úč.  | 7.   | 3.   | 3.   | úč.  | 5.   | úč.  | úč.  |
| Mistrovství Evropy bez rozdílu vah | dns  | dns  | dns  | dns  | dns  | dns  | dns  | dns  | úč.  | dns  | úč.  | úč.  |
| MS juniorů                         | 2.   | -    | 3.   | -    | -    | -    | -    | -    | -    | -    | -    | -    |